# Natação nos Jogos Pan-Americanos de 2007 - 50 m livre feminino
O evento dos 50 m livre feminino nos Jogos Pan-Americanos de 2007 foi realizado no Rio de Janeiro, Brasil, com a final realizada em 18 de julho de 2007.

## Medalhistas
| Ouro   | VEN Arlene Semeco   |
| Prata  | PUR Vanessa García  |
| Bronze | BRA Flávia Delaroli |

## Recordes
| Recorde mundial       | Inge de Bruijn (NED)  | 24.13 | 22 de setembro de 2000 | Sydney        |
| Recorde pan-americano | Kara Lynn Joyce (USA) | 25.24 | 16 de agosto de 2003   | Santo Domingo |

## Resultados
| Posição | Nadadora                         | Eliminatórias | Eliminatórias | Semifinais | Semifinais | Final |
| Posição | Nadadora                         | Tempo         | Posição       | Tempo      | Posição    | Tempo |
| ------- | -------------------------------- | ------------- | ------------- | ---------- | ---------- | ----- |
| 1       | Arlene Semeco (VEN)              | 25.40         | 2             | 25.14      | 1          | 25.22 |
| 2       | Vanessa García (PUR)             | 25.82         | 6             | 25.69      | 4          | 25.46 |
| 3       | Flávia Delaroli (BRA)            | 25.35         | 1             | 25.34      | 3          | 25.52 |
| 4       | Maritza Correia (USA)            | 25.74         | 5             | 25.81      | 6          | 25.63 |
| 5       | Samantha Woodward (USA)          | 25.56         | 3             | 25.74      | 5          | 25.79 |
| 6       | Ximena Vilár (VEN)               | 26.85         | 15            | 26.56      | 8          | 26.40 |
| 7       | Seanna Mitchell (CAN)            | 26.28         | 7             | 26.36      | 7          | 26.43 |
| —       | Rebeca Gusmão (BRA)              | 25.60         | 4             | 25.26      | 2          | 25.05 |
|         |                                  |               |               |            |            |       |
| 9       | Sharntelle McLean (TRI)          | 26.64         | 11            | 26.57      | 9          |       |
| 10      | Elizabeth Collins (CAN)          | 26.77         | 15            | 26.73      | 10         |       |
| 11      | Alia Atkinson (JAM)              | 26.71         | 14            | 26.74      | 11         |       |
| 12      | Carolina Colorado (COL)          | 26.69         | 13            | 26.75      | 12         |       |
| 13      | Arianna Vanderpool-Wallace (BAH) | 26.67         | 12            | 26.80      | 13         |       |
| 14      | Natasha Moodie (JAM)             | 26.85         | 16            | 26.85      | 14         |       |
| 15      | Liliana Ibañez (MEX)             | 26.57         | 9             | 26.89      | 15         |       |
| 16      | Yamile Cabello (ECU)             | 26.61         | 10            | 26.99      | 16         |       |
|         |                                  |               |               |            |            |       |
| 17      | Nikia Deveaux (BAH)              | 27.15         | 17            |            |            |       |
| 18      | Sharon Fajardo (HON)             | 27.37         | 18            |            |            |       |
| 19      | Kiera Aitken (BER)               | 27.39         | 19            |            |            |       |
| 20      | Cherelle Thompson (TRI)          | 27.51         | 20            |            |            |       |
| 21      | Nilshaira Isenia (AHO)           | 27.67         | 21            |            |            |       |
| 22      | Nishani Cicilson (SUR)           | 27.74         | 22            |            |            |       |
| 23      | Elsa Pumar (URU)                 | 28.40         | 23            |            |            |       |